# Saison 1 d'Extant
Chronologie
Saison 2
Cet article présente les treize épisodes de la première saison de la série télévisée américaine Extant.

## Distribution

### Acteurs principaux
- Halle Berry : Molly Woods
- Goran Višnjić : John Woods
- Pierce Gagnon : Ethan Woods
- Hiroyuki Sanada : Hideki Yasumoto
- Michael O'Neill : Alan Sparks
- Grace Gummer : Julie Gelineau
- Camryn Manheim : Sam Barton

### Acteurs récurrents et invités
- Maury Sterling : Gordon Kern
- Annie Wersching : Femi Dodd
- Sergio Harford : Marcus Dawkins
- Louis Gossett Jr. : Quinn, père de Molly
- Joshua Malina : Dr Scott Beck
- Tessa Ferrer : Katie Sparks
- Charlie Bewley : Odin
- Enver Gjokaj : Sean Glass

## Épisodes

### Épisode 1:Retour sur Terre
- États-Unis /  Canada : 9 juillet 2014 sur CBS[1] / Global[2]
- France : 29 septembre 2014 sur M6[3]
- Québec : 25 août 2015 sur Ztélé
- Belgique : 25 juin 2018 sur RTL-TVI

- États-Unis : 9,58 millions de téléspectateurs[4] (première diffusion)
- Canada : 2,34 millions de téléspectateurs[5] (première diffusion + différé 7 jours)
- France : 3,587 millions de téléspectateurs[6] (première diffusion)

- Maury Sterling (Gordon Kern)
- Annie Wersching (Femi Dodd)
- Brad Beyer (Harmon Kryger)
- Anne Ramsay (Laurie Vinson)
- Tami Roman (Cass Hendy)
- Sergio Harford (Marcus Rawlins)
- Jonathan Craig Williams (Bill Hendy)
- Alisha Boe (Brynn Hendy)
- Kevin Ryan (Vendeur de ballons)
- Rick Kelly (Segers)
- Kenzo Lee (Technicien)

### Épisode 2:Extinction
- États-Unis /  Canada : 16 juillet 2014 sur CBS / Global
- France : 29 septembre 2014 sur M6
- Québec : 1er septembre 2015 sur Ztélé
- Belgique : 25 juin 2018 sur RTL-TVI

- États-Unis : 7,96 millions de téléspectateurs[7] (première diffusion)
- Canada : 1,787 million de téléspectateurs[8] (première diffusion + différé 7 jours)
- France : 3,1 millions de téléspectateurs[6] (première diffusion)

- Maury Sterling (Gordon Kern)
- Brad Beyer (Harmon Kryger)
- Annie Wersching (Femi Dodd)
- Tyler Hilton (Charlie Arthurs)

### Épisode 3:L'Enfant venu d'ailleurs
- États-Unis /  Canada : 23 juillet 2014 sur CBS / Global
- France : 29 septembre 2014 sur M6
- Québec : 8 septembre 2015 sur Ztélé
- Belgique : 2 juillet 2018 sur RTL-TVI

- États-Unis : 6,48 millions de téléspectateurs[9] (première diffusion)
- Canada : 1,642 million de téléspectateurs[10] (première diffusion + différé 7 jours)
- France : 2,5 millions de téléspectateurs[6] (première diffusion)

### Épisode 4:Noirs Desseins
- États-Unis /  Canada : 30 juillet 2014 sur CBS / Global
- France : 6 octobre 2014 sur M6
- Québec : 15 septembre 2015 sur Ztélé
- Belgique : 2 juillet 2018 sur RTL-TVI

- États-Unis : 5,92 millions de téléspectateurs[11] (première diffusion)
- Canada : 1,516 million de téléspectateurs[12] (première diffusion + différé 7 jours)
- France : 2,75 millions de téléspectateurs[13] (première diffusion)

- Louis Gossett Jr. (Quinn)
- Maury Sterling (Gordon Kern)
- Kirk B.R. Woller (Sheriff)

### Épisode 5:Paranoïa
- États-Unis /  Canada : 6 août 2014 sur CBS / Global
- France : 6 octobre 2014 sur M6
- Québec : 22 septembre 2015 sur Ztélé
- Belgique : 9 juillet 2018 sur RTL-TVI

- États-Unis : 5,94 millions de téléspectateurs[14] (première diffusion)
- Canada : 1,644 million de téléspectateurs[15] (première diffusion + différé 7 jours)
- France : 2,5 millions de téléspectateurs[13] (première diffusion)

- Tyler Hilton (Charlie Arthurs)
- Sam Golzari (Danny)
- Josh Malina (Dr Beck)
- Louis Gossett Jr. (Quinn)

### Épisode 6:Un véritable cauchemar
- États-Unis /  Canada : 13 août 2014 sur CBS / Global
- France : 6 octobre 2014 sur M6
- Québec : 29 septembre 2015 sur Ztélé
- Belgique : 9 juillet 2018 sur RTL-TVI

- États-Unis : 5,68 millions de téléspectateurs[16] (première diffusion)
- Canada : 1,553 million de téléspectateurs[17] (première diffusion + différé 7 jours)
- France : 2,3 millions de téléspectateurs[13] (première diffusion)

- Tyler Hilton (Charlie Arthurs)
- Tessa Ferrer (Katie Sparks)
- Charlie Bewley (Odin)
- Enver Gjokaj (Sean Glass)

### Épisode 7:Des machines et des hommes
- États-Unis /  Canada : 20 août 2014 sur CBS / Global
- France : 13 octobre 2014 sur M6
- Québec : 6 octobre 2015 sur Ztélé
- Belgique : 16 juillet 2018 sur RTL-TVI

- États-Unis : 5,57 millions de téléspectateurs[18] (première diffusion)
- Canada : 1,388 million de téléspectateurs[19] (première diffusion + différé 7 jours)
- France : 2,58 millions de téléspectateurs[20] (première diffusion)

- Annie Wersching (Femi Dodd)
- Brad Beyer (Harmon Kryger)
- JoBeth Williams (Leigh Kern)
- Tyler Hilton (Charlie)
- Tessa Ferrer (Katie Sparks)
- Charlie Bewley (Odin)

### Épisode 8:L'Assaut
- États-Unis /  Canada : 20 août 2014 sur CBS / Global
- France : 13 octobre 2014 sur M6
- Québec : 13 octobre 2015 sur Ztélé
- Belgique : 16 juillet 2018 sur RTL-TVI

- États-Unis : 5,57 millions de téléspectateurs[18] (première diffusion)
- Canada : 1,388 million de téléspectateurs[19] (première diffusion + différé 7 jours)
- France : 2,4 millions de téléspectateurs[20] (première diffusion)

- Brad Beyer (Harmon Kryger)
- Tyler Hilton (Charlie)
- Tessa Ferrer (Katie Sparks)
- Charlie Bewley (Odin)

### Épisode 9:Les Yeux du mal
- États-Unis /  Canada : 27 août 2014 sur CBS / Global
- France : 13 octobre 2014 sur M6
- Québec : 20 octobre 2015 sur Ztélé
- Belgique : 23 juillet 2018 sur RTL-TVI

- États-Unis : 5,67 millions de téléspectateurs[21] (première diffusion)
- Canada : 1,452 million de téléspectateurs[22] (première diffusion + différé 7 jours)
- France : 2,1 millions de téléspectateurs[20] (première diffusion)

- Brad Beyer (Harmon Kryger)
- Tessa Ferrer (Katie Sparks)
- Charlie Bewley (Odin)
- Shree Grace Crooks (Jeune Katie)
- Esther Scott (Madame Wimberly)

### Épisode 10:Besoin d'une mère
- États-Unis /  Canada : 27 août 2014 sur CBS / Global
- France : 20 octobre 2014 sur M6
- Québec : 27 octobre 2015 sur Ztélé
- Belgique : 23 juillet 2018 sur RTL-TVI

- États-Unis : 5,67 millions de téléspectateurs[21] (première diffusion)
- Canada : 1,452 million de téléspectateurs[22] (première diffusion + différé 7 jours)
- France : 2,24 millions de téléspectateurs[23] (première diffusion)

- Brad Beyer (Harmon Kryger)
- Jeannetta Arnette (Anya Sparks)
- Annie Wersching (Femi Dodd)
- Charlie Bewley (Odin)
- Shree Grace Crooks (Jeune Katie)
- Owain Yeoman (Dr. Mason)

### Épisode 11:La vie éternelle
- États-Unis /  Canada : 3 septembre 2014 sur CBS / Global
- France : 20 octobre 2014 sur M6
- Québec : 3 novembre 2015 sur Ztélé
- Belgique : 30 juillet 2018 sur RTL-TVI

- États-Unis : 5,78 millions de téléspectateurs[24] (première diffusion)
- Canada : 1,4 million de téléspectateurs[25] (première diffusion + différé 7 jours)
- France : 2,1 millions de téléspectateurs[23] (première diffusion)

- Brad Beyer (Harmon Kryger)
- Jeannetta Arnette (Anya Sparks)
- Tessa Ferrer (Katie)
- Charlie Bewley (Odin)
- Owain Yeoman (Mason)
- Shree Grace Crooks (Jeune Katie)

### Épisode 12:Perdus dans l'espace
- États-Unis /  Canada : 10 septembre 2014 sur CBS / Global
- France : 20 octobre 2014 sur M6
- Québec : 10 novembre 2015 sur Ztélé
- Belgique : 30 juillet 2018 sur RTL-TVI

- États-Unis : 4,64 millions de téléspectateurs[26] (première diffusion)
- Canada : 1,172 million de téléspectateurs[27] (première diffusion + différé 7 jours)
- France : 2 millions de téléspectateurs[23] (première diffusion)

- Louis Gossett Jr. (Quinn)
- Sergio Harford (Marcus)
- Tessa Ferrer (Katie)
- Charlie Bewley (Odin)
- Tyler Hilton (Charlie)
- Jeanetta Arnette (Anya Sparks)
- Shannon Merrill Brown (Offspring)
- Enver Gjokaj (Sean Glass)
- Jimmy Jean-Louis (Pierre)

### Épisode 13:Intelligence artificielle
- États-Unis /  Canada : 17 septembre 2014 sur CBS[29] / Global
- France : 20 octobre 2014 sur M6
- Québec : 17 novembre 2015 sur Ztélé
- Belgique : 30 juillet 2018 sur RTL-TVI

- États-Unis : 5,44 millions de téléspectateurs[30] (première diffusion)
- Canada : 1,545 million de téléspectateurs[31] (première diffusion + différé 7 jours)
- France : 1,6 million de téléspectateurs[23] (première diffusion)

- Sergio Harford (Marcus)
- Tessa Ferrer (Katie)
- Charlie Bewley (Odin)
- Tyler Hilton (Charlie)
- Adam O'Byrne (Ryan Jackson)
- Shannon Merrill Brown (Offspring)
- Enver Gjokaj (Sean Glass)
- Jimmy Jean-Louis (Pierre)